# Кимовск
Кимовск (на руски: Кимовск) е град в Русия, административен център на Кимовски район, Тулска област. Населението на града към 1 януари 2018 година е 25 951 души.